# Raggio (personaggio)
Raggio è il nome di tre personaggi immaginari, tutti supereroi nell'Universo DC.
Il primo Raggio era uno dei personaggio della Quality Comics che fu acquistato dalla DC Comics. Fu successivamente connesso retroattivamente come membro dei Combattenti per la Libertà. Suo figlio, il secondo Raggio, e Stan Silver, il terzo, furono creati dalla DC.

## Biografia del personaggio

### Lanford "Happy" Terrill
Prima del rinnovamento di Crisi sulle Terre infinite, fu descritto che Happy Terrill fu originariamente esposto ad un fulmine e al luce del sole contemporaneamente mentre era su una mongolfiera, ottenendo così dei super poteri energetici.
Le sue origini post-Crisi furono molto più coinvolgenti. Prima della Seconda guerra mondiale, il governo stabilì un gruppo segreto noto come RONOL (Research on the Nature of Light, dall'inglese, Ricerche sulla natura della Luce). Un membro dei RONOL, il Dr. Dayzl, teorizzò che la luce che si originò millenni fa dove la Terra orbita adesso, circumnavigò l'universo e ritornò indietro come una pericolosa identità cosciente.
L'unico modo di fermare questa "Entità di Luce", credeva Dayzl, era di comunicarci. Inducendo un reporter di nome Happy Terrill a seguirli, Dayzl e i suoi assistenti inscenarono un incidente in mongolfiera, facendo sì che Terrill venisse esposto alla "bomba di luce" genetica. Dayzl calcolò che la sua discendenza sarebbe stata un'unione dell'essere umano con l'Entità di Luce. Ignaro della verità, Terrill utilizzò i suoi poteri risultanti per diventare il supereroe Raggio. Simultaneamente, i RONOL persero il rinforzo del governo a causa delle convinzioni non ortodosse di Dayzl. Il destino del buon dottore rimase sconosciuto. Ignaro di tutto Lanford userà i suoi poteri (che oltre a quelli originali contano anche un invecchiamento lentissimo) per il bene con il nome di Ray, e si unirà al gruppo patriottico noto come Combattenti per la libertà, viaggiando anche in un mondo alternativo dove i nazisti avevano vinto la guerra.
Nel 1950, dopo aver saputo la verità, Terrill volle abbandonare l'identità di Raggio. Happy e la sua prima moglie, ebbero un figlio di nome Joshua. Per un po', Joashua accompagnò suo padre in missione come la sua spalla "Spitfire" (dall'inglese, Sputafuoco). Tuttavia, Joshua era incline a violenti scoppi di rabbia, così fu messo in animazione sospesa negli anni cinquanta per essere poi svegliato nel futuro, sempre con l'età di dieci anni. Dopo una breve riunione con il suo vecchio team, i Combattenti per la Libertà negli anni settanta, Happy si sposò e si sistemò. Tutto sembrò andare per il verso giusto, finché non vide il suo nuovo figlio neonato brillare di energia nella sala parto. Happy si convinse che le teorie di Dayzl erano corrette. Ora sapeva che suo figlio, un giorno, avrebbe avuto il potere di scontrarsi con l'Entità di Luce. Non volendo dare il tormento a sua moglie, Happy le disse che il bambino era morto e quindi lo sistemò con un padre adottivo (suo fratello, Thomas).
Nella serie Freedom Fighters del 2008, a Terrill fu chiesto da Zio Sam di chiedere aiuto a Neon lo Sconosciuto. Quando Neon, completamente separato dall'umanità, rifiutò, Terrill bevve dell'acqua dalla sua oasi, diventando il nuovo Neon lo Sconosciuto, ora noto semplicemente come "Neon".

### Ray Terrill
A Ray Terrill fu detto che era iper-sensibile alla luce e che l'esposizione alla luce solare lo avrebbe ucciso. Istruito privatamente nella sua camera oscurata, il desiderio più grande di Ray era la normalità. I media lo chiamarono Night Boy. La sua unica amica durante i suoi anni formativi era la sua vicina di casa, Jennifer Jurden. A diciotto anni, sul letto di morte di suo "padre", Ray seppe che la sua vita era una bugia. Ray non era allergico alla luce, né doveva vivere in completa oscurità. La cosa che lo rese più furioso, fu scoprire che il suo vero padre era un supereroe del tempo di guerra degli anni quaranta, il Raggio della Golden Age.

### Stan Silver
I nuovi Combattenti per la Libertà avevano un nuovo Raggio tra i loro ranghi, che aveva poteri simili a quelli dei Terrills. Il nuovo Raggio è Stan Silver, e fu descritto da Justin Gray come "capace di trasformare il suo corpo in luce laser vivente" e come "il playboy del gruppo". A Stan piaceva anche mostrarsi ai media.
Lavorando come corrispondente straniero per il Washington Sun, Silver fu esposto alle radiazioni dell'alta atmosfera mentre preparava una storia, ottenendo così poteri di varie forme di luce. Reclutato dallo S.H.A.D.E., Silver mise il suo potere al servizio del governo. Tuttavia, è un donnaiolo egomaniaco nella sua identità civile. Successivamente si staccò dallo S.H.A.D.E. per unirsi alla squadra di Zio Sam.
In Uncle Sam and the Freedom Fighters n. 6, Silver rivelò che è un doppio agente ancora fedele allo S.H.A.D.E. Infatti, si rivoltò ai suoi colleghi e uccise Invisible Hood. Immediatamente dopo, i colori del suo costume si invertirono, diventando blu invece di gialli.
In Uncle Sam and the Freedom Fighters n. 7, si batté contro i suoi ex compagni di squadra, ma fu sconfitto da Ray Terrill, e fu inviato indietro nel tempo da Padre Tempo. Lo si vide successivamente fuori dalla Casa Bianca con gli altri super soldati dello S.H.A.D.E., che si unirono a Padre Tempo nella linea temporale dopo la fine della battaglia.

## Poteri e abilità
- Tutte le versioni di Raggio possono assorbire, immagazzinare e produrre luce pura e utilizzare l'energia per volare e creare abbaglianti e potenti raggi di luce. Nelle sue comparse nella Golden Age, Happy era anche in grado di manipolare le altre forme di energia come l'elettricità e il magnetismo.
- I Terrills erano anche in grado di controllare e manipolare la luce esternamente così da creare illusioni, costrutti solidi, e addirittura rendersi invisibili.
- Successivamente, nella carriera di Happy, l'eroe ottenne una grande scioltezza nell'utilizzo delle sue abilità. Per esempio, utilizzando "vibrazioni di luce solida", essenzialmente risonando nell'orecchio interno del suo obiettivo, era in grado di approssimare la comunicazione telepatica.
- Le piene abilità e i pieni poteri di Stan Silver sono grandemente sconosciuti. Come descritto sopra, è "capace di trasformare il suo corpo in una luce laser vivente".

## Versioni alternative
- Nel numero finale di 52 fu rivelato un nuovo multiverso, originariamente consistente di 52 realtà identiche. Tra le varie realtà alternative, una è designata col nome di Terra-10. Come risultato del "mangiare" aspetti di quella realtà di Mr. Mind, essa prese la forma della Terra-X pre-Crisi, includendo i personaggi della Quality Comics. I nomi dei personaggi e della squadra non furono menzionati nel pannello in cui comparvero, ma un personaggio comparve con un aspetto simile a quello di Ray Terrill.

Basato sul commento di Grant Morrison, questo universo alternativo non è la Terra-X pre-Crisi.
- La serie Countdown: Arena del 2007 introdusse numerose versioni alternative di Ray Terrill. Su Terra-6 l'ex Atomo (Ray Palmer) divenne il Raggio del suo mondo; un Raggio nazista esisteva sulla Terra-10 e il suo parallelo più somigliante è personaggio di Apollo dell'Universo WildStorm di Terra-50, un pastiche di Superman che debuttò all'inizio degli anni novanta. È strano notare che su Terra-10 i Combattenti per la Libertà di Raggio sarebbero dovuti essere gli opposti della JL-Axis fascista, e Apollo è più visto comunemente come un parallelo di Superman.
- Una versione di Raggio comparve nella miniserie Kingdom Come, di Alex Ross e Mark Waid, come uno degli eroi fedeli a Superman. Fu anche menzionato che il suo aiuto fu fondamentale per togliere le radiazioni dal suolo del Kansas per la costruzione del Gulag e per la ri-fertilizzazione del terreno da parte di Superman alla fine della storia. Non è chiaro quale Raggio sia, anche se il disegno originale sembra teorizzare che si tratti di Ray Terrill. Nel numero finale di 52, il mondo di Kingdom Come fu designato come Terra-22 nel nuovo multiverso.

## In altri media
- Raggio ebbe numerosi cameo nella serie animata Justice League Unlimited, sebbene non gli fu mai data nessuna battuta. Il fumetto dedicato alla serie stabilì, nel n. 17, che si trattava di Ray Terrill, e incluse Happy come membro dei Combattenti per la Libertà.